# Варна (станція)
Залізнична станція «Варна» (болг. Железопътна гара Варна) — станція що обслуговує чорноморське місто та общину міста Варна, третього за чисельністю населення міста Болгарії.

## Історія
Станція є однією з найстаріших в Болгарії. Нинішня будівля станції була побудована між 1908 і 1925 роками, коли її офіційно відкрив болгарський цар Борис III. У місті Варна є залізничне сполучення з 26 жовтня 1866 року, коли була відкрита залізнична лінія Варна- Русе.
Станцію будували в кілька етапів під керівництвом архітекторів Ніколи Костова та Кіро Марічкова. Будівля виконана в стилі модерн з елементами необароко. Італійські архітектори також були залучені до стилізації як внутрішньої, так і зовнішньої частини будівлі вокзалу. У 1929 році на годинниковій вежі станції встановлено німецький годинниковий механізм. У 2004 і 2005 роках станція зазнала капітальних реставраційних робіт.
Центральний залізничний вокзал міста Бургас був побудований в схожому стилі.
Раніше Варна була зупинним пунктом на маршруті «Східного експреса», де пасажири сідали на пором до Константинополя після поїзда з Джурджу до Русе, а потім на пором до Варни. Сьогодні це ключовий залізничний вузол із трьома лініями до Софії та окремими лініями до Карнобату, Русе, Пловдива, Плевена, Шумена, Добрича тощо.

## Галерея

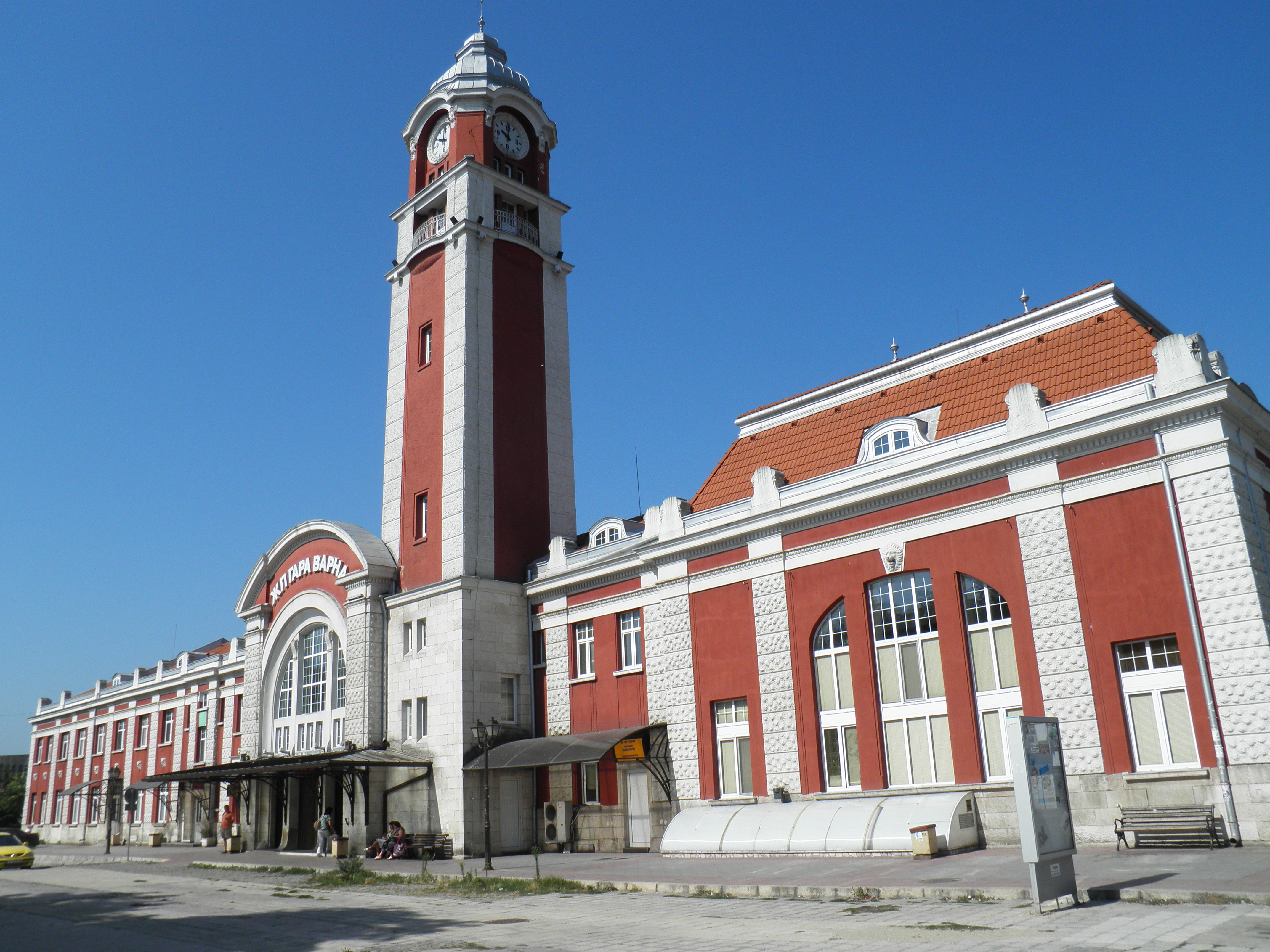
Вигляд станції (2012)
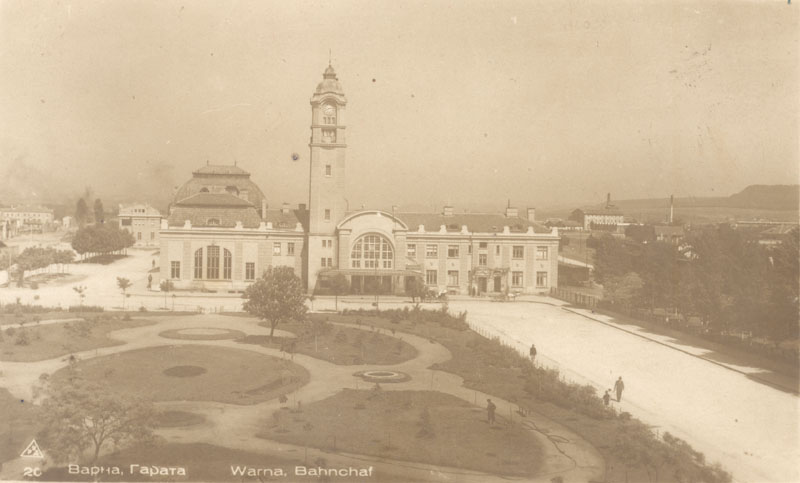
Вид на годинниковий механізм, встановлений на станції в 1929 році (1930)
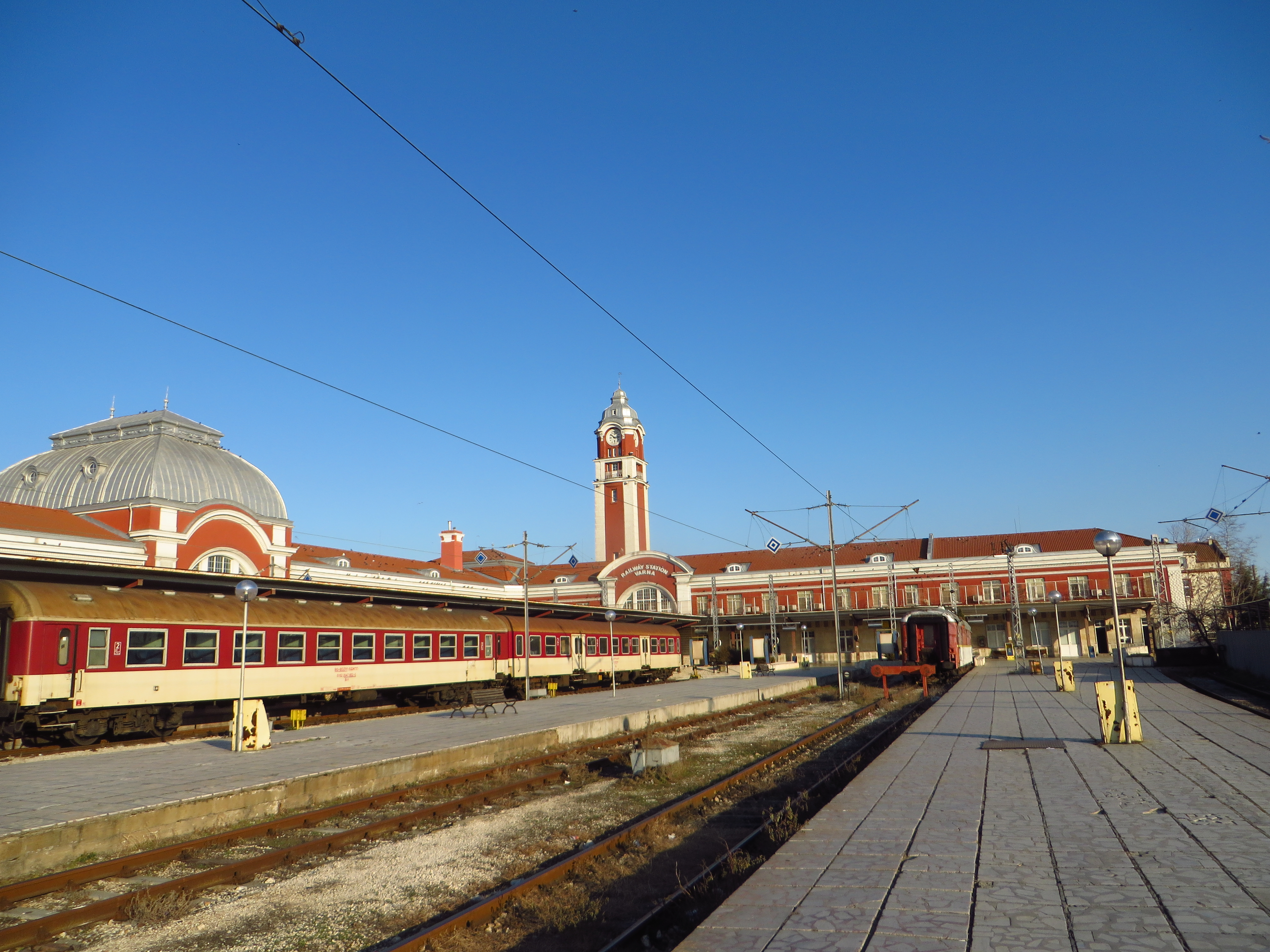
Вид з колії (2016)
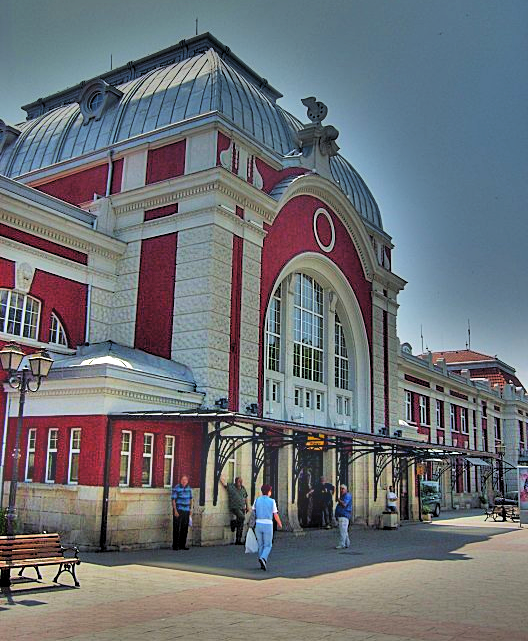
Вид на фасад вокзалу (2008)
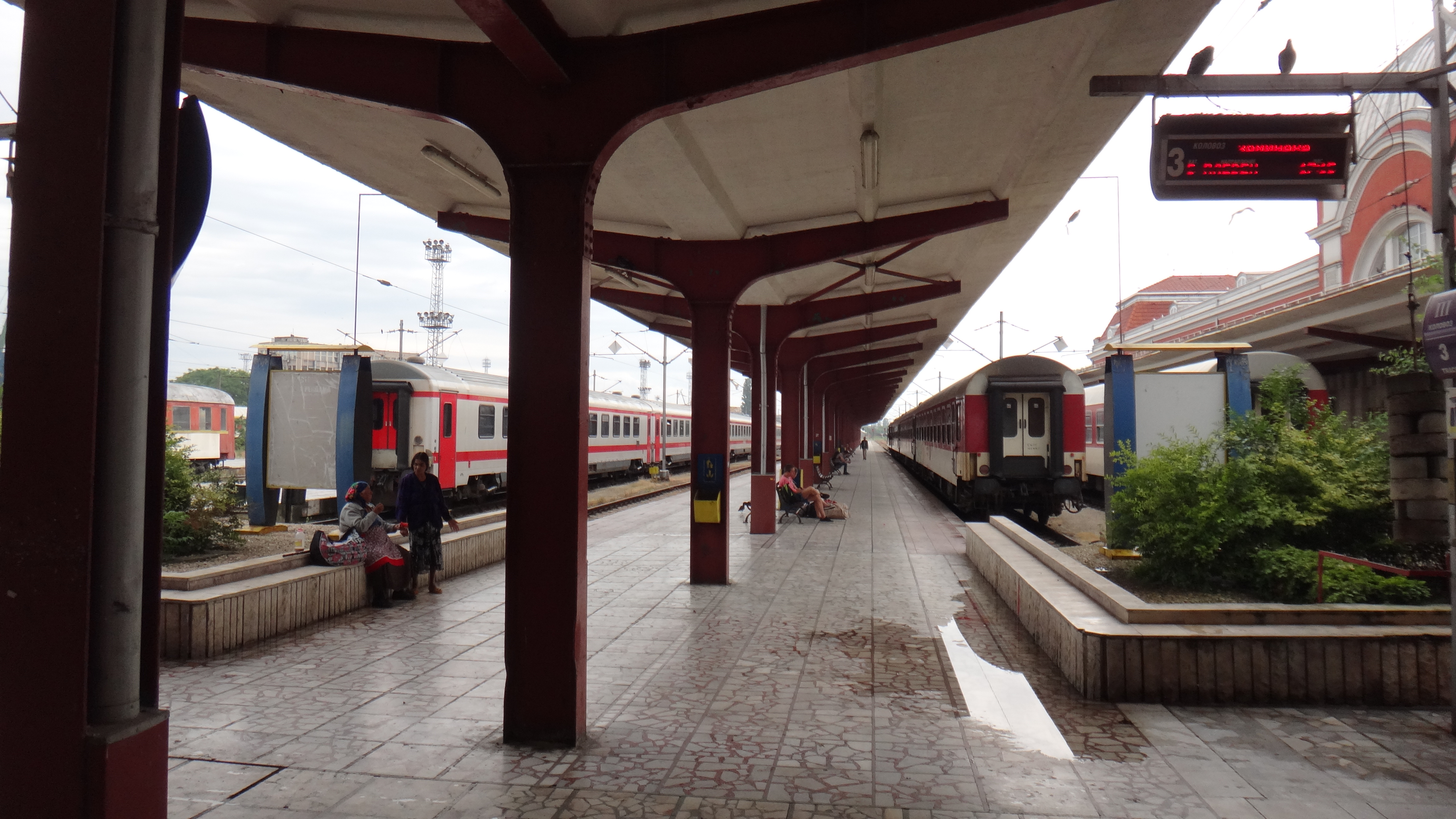
Вид на перон (2015)